# Sırmaçek, Kiğı
Sırmaçek là một xã thuộc huyện Kiğı, tỉnh Bingöl, Thổ Nhĩ Kỳ. Dân số thời điểm năm 2010 là 379 người.